# Salomon Leclerq
Salomon Leclerq, FSC, rodným jménem Guillaume-Nicolas-Louis Leclercq (15. listopadu 1745, Boulogne-sur-Mer – 2. září 1792, Paříž) byl francouzský římskokatolický řeholník kongregace školských bratří, zavražděný během tzv. Zářijových masakrů. Katolická církev jej uctívá jako svatého mučedníka.

## Život
Narodil se dne 14. listopadu 1745 v Boulogne-sur-Mer. Pokřtěn byl o den později v místním farním kostele sv. Mikuláše. Jeho rodiče byli obchodníci. Později začal také působit v obchodnictví, ale příliš se mu nedařilo, jelikož Francie byla tou dobou ve válce.
Rozhodl se stát řeholníkem a dne 25. března 1767 vstoupil do noviciátu kongregace školských bratří. Přijal řeholní jméno Salomon. Začal vyučovat na školách spadajících pod správu své kongregace. Roku 1769 složil své dočasné řeholní sliby. Dne 28. května 1772 pak složil své doživotní řeholní sliby. Později se stal novicmistrem.
Roku 1790 započalo v souvislosti s Velkou francouzskou revolucí pronásledování (nejen) členů katolické církve, kteří odmítli složit přísahu vládě. Kongregace, jíž byl členem byla vládou zakázána o on se musel se spolubratry skrývat. Později se skrýval v Paříži. Dne 15. srpna 1792 byl zatčen a uvězněn spolu s dalšími duchovními a řeholníky (mezi nimi i tři biskupové) do prostor bývalého kláštera v Paříži, přeměněného na věznici Carmes.
Z ní byl dne 2. září 1792 spolu s dalšími spoluvězni vyveden na bývalou klášterní zahradu. Zde byl spolu s ostatními během tzv. Zářijových masakrů zavražděn.

## Úcta

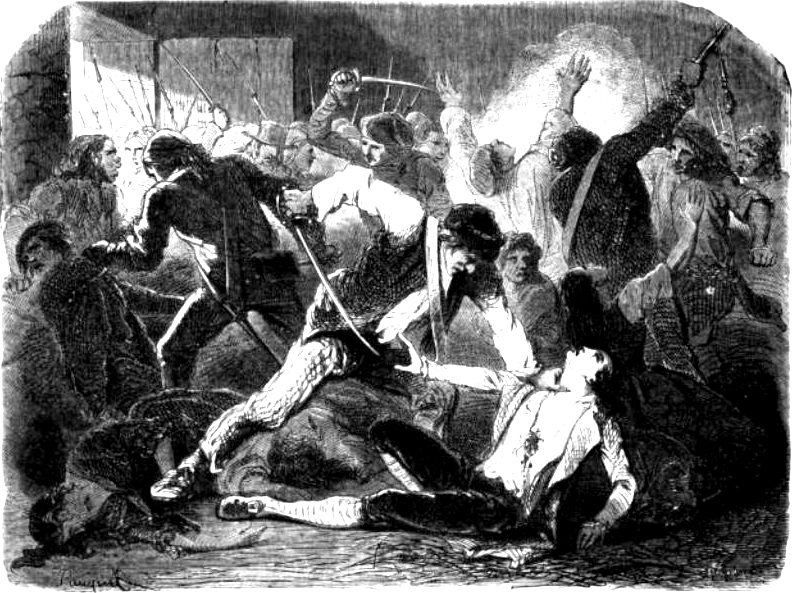
Masakr ve věznici Carmes

Beatifikační proces jeho a dalších mučedníků z té doby započal dne 26. ledna 1916, čímž obdrželi titul služebníci Boží. Dne 1. října 1926 podepsal papež Pius XI. dekret o jejich mučednictví. Blahořečen pak byl ve skupině 191 pařížských mučedníků dne 17. října 1926 papežem Piem XI.
Během jeho kanonizačního procesu na něj bylo již pohlíženo jako na jednotlivce. Dne 3. května 2016 byl uznán zázrak na jeho přímluvu, potřebný pro jeho svatořečení. Svatořečen pak byl spolu s několika dalšími světci dne 16. října 2016 na Svatopetrském náměstí papežem Františkem.
Jeho památka je připomínána 2. září. Je zobrazován v řeholním oděvu.